# دوجو
دوجو (انگلیسی: Dojo Toolkit) یک کتابخانهٔ متن باز ماژولار جاوااسکریپت است. این کتابخانه برای توسعهٔ سریع پروژه‌های چندسکویی Javascript/Ajax ساخته شده است.